# Crotalus pyrrhus
Crotalus pyrrhus – gatunek jadowitego węża z podrodziny grzechotników (Crotalinae) należącej do rodziny żmijowatych (Viperidae). Dawniej był klasyfikowany jako podgatunek grzechotnika kropiatego (Crotalus mitchellii), ale w 2015 roku Meik i współpracownicy podnieśli go do rangi gatunku.
Osobniki dorosłe osiągają zwykle długość między 60 a 120 cm. Ubarwienie osobników tego podgatunku jest bardzo zmienne. Mogą być koloru białego, szarego, łososiowego, żółtego i pomarańczowo-żółtego.
Występuje w południowo-zachodniej części Stanów Zjednoczonych na obszarze Kalifornii, Nevady, Utah, Arizony po północno-zachodni Meksyk (Kalifornia Dolna i północno-zachodnia część stanu Sonora). Meik i współpracownicy (2015) zaliczyli do tego gatunku także populację z meksykańskiej wyspy Isla El Muerto w Zatoce Kalifornijskiej, wcześniej zaliczaną do odrębnego podgatunku Crotalus mitchellii muertensis.
Osobniki tego gatunku są uparte, bardzo nerwowe, atakują z byle powodu. Żywią się drobnymi kręgowcami.